# Fly to the Rainbow Tour
„Fly to the Rainbow Tour“ е второто концертно турне на германската рок група „Скорпиънс“ и първото тяхно европейско, което минава през Германия и Англия. На това турне „Скорпиънс“ се изявяват изцяло, като подгряваща група на британците от „Суит“.
Въпреки напускането на Михаел Шенкер през 1973 година, „Скорпиънс“ успяват да запазят името си след сериозни промени в състава си, като дори се налага за известно време да носят името „Дон Роуд“. Групата успява да подпише договор със звукозаписната компания Ар Си Ей Рекърдс благодарение на Рудолф Слийсзак, и издава втория си студиен албум Fly to the Rainbow. След което се осъществява и турнето „Fly to the Rainbow Tour“.

## Музиканти
- Клаус Майне – вокали
- Рудолф Шенкер – китари
- Улрих Джон Рот – китари
- Юрген Розентал – барабани
- Франсис Буххолц – бас

## Дати
| Дата          | Град   | Държава | Място      |
| Европа        | Европа | Европа  | Европа     |
| ------------- | ------ | ------- | ---------- |
| 26 април 1974 | Лондон | Англия  | Roundhouse |